# Gare d'Ogikubo
La gare d'Ogikubo (荻窪駅, Ogikubo-eki) est une gare ferroviaire de la ville de Tokyo au Japon. Elle est située dans l'arrondissement de Suginami. La gare est desservie par les lignes de la JR East et du Tokyo Metro.

## Situation ferroviaire
La gare d'Ogikubo est située au point kilométrique (PK) 18,7 de la ligne Chūō. Elle marque le début de la ligne Marunouchi.

## Histoire
La gare a été inaugurée le 21 décembre 1891. Le métro y arrive le 23 janvier 1962.

## Services aux voyageurs

### Accès et accueil
La gare dispose d'un bâtiment voyageurs, avec guichet, ouvert tous les jours.

### Desserte

#### JR East
- JB Ligne Chūō-Sōbu  :
  - voie 1 : direction Mitaka
  - voie 2 : direction Nakano (interconnexion avec la ligne Tōzai pour Nishi-Funabashi), Shinjuku et Chiba
- JC Ligne Chūō (Rapid)  :
  - voie 3 : direction Tachikawa et Takao
  - voie 4 : direction Shinjuku et Tokyo

#### Tokyo Metro
- M Ligne Marunouchi :
  - voies 1 et 2 : direction Ikebukuro